# As-Sanamajn (dystrykt)
As-Sanamajn – jedna z 3 jednostek administracyjnych drugiego rzędu (dystrykt) muhafazy Dara w Syrii.
W 2004 roku dystrykt zamieszkiwało 167 882 osób.